# Júlio Barata
Júlio de Carvalho Barata (Manaus, 8 de fevereiro de 1905 — Rio de Janeiro, 11 de janeiro de 1991) foi um político brasileiro.
Tomou posse como ministro do Tribunal Superior do Trabalho (TST) em 17 de setembro de 1946. Nessa instituição, foi vice-presidente no período de 04/06/1958 a 03/01/1960 e presidente para a gestão de 1960 a 1962, sendo reconduzido ao cargo para a gestão de 1962 a 1964. Atuou também como Corregedor Geral da Justiça do Trabalho de 1964 a 1965 e, após recondução, de 1965 a 1966. Aposentou-se do TST em 2 de maio de 1969.
Foi ministro do Trabalho e Previdência Social no governo Emílio Garrastazu Médici, de 30 de outubro de 1969 a 15 de março de 1974.